# Gouvernement Fraga III
 Galice
Fraga II Fraga IV
Le gouvernement Fraga III est le gouvernement de Galice entre le 10 décembre 1997 et le 17 décembre 2001, durant la Ve législature du Parlement de Galice. Il est présidé par le conservateur Manuel Fraga.

## Historique
Dirigé par le président sortant Manuel Fraga, ce gouvernement est constitué du seul Parti populaire de Galice (PPdeG). Il dispose de 56 % des sièges du Parlement de Galice.
Il est formé à la suite des élections galiciennes du 19 octobre 1997 qui voient le léger recul du Parti populaire de Galice, qui conserve sa majorité absolue, le recul du Parti des socialistes de Galice (PSdeG-PSOE) et la montée du Bloc nationaliste galicien (BNG) qui devient le principal parti d'opposition.

## Composition
| Fonction                                                                          | Titulaire | Titulaire                                                                 | Parti |
| --------------------------------------------------------------------------------- | --------- | ------------------------------------------------------------------------- | ----- |
| Président de la Junte                                                             |           | Manuel Fraga Iribarne                                                     | PPdeG |
| Conseiller à la Présidence et à l'Administration publique                         |           | Dositeo Rodríguez Rodríguez (jusqu'au 20/02/1999) Jaime Pita Varela       | PPdeG |
| Conseiller à l'Économie et aux Finances                                           |           | José Antonio Orza Fernández                                               | PPdeG |
| Conseiller à la Politique territoriale, aux Travaux publics et au Logement        |           | José Cuíña Crespo                                                         | PPdeG |
| Conseiller à l'Éducation et à l'Enseignement supérieur                            |           | Celso Currás Fernández                                                    | PPdeG |
| Conseiller à l'Industrie et au Commerce                                           |           | Antonio Couceiro Méndez (jusqu'au 27/09/1999) Juan Rodríguez Yuste        | PPdeG |
| Conseiller à l'Agriculture, à l'Élevage et à la Politique agroalimentaire         |           | Castor Gago Álvarez (jusqu'au 11/01/2001) Juan Miguel Diz Guedes          | PPdeG |
| Conseiller à la Culture, à la Communication sociale et au Tourisme                |           | Jesús Pérez Varela                                                        | PPdeG |
| Conseiller à la Santé et aux Services sociaux                                     |           | José María Hernández Cochón                                               | PPdeG |
| Conseiller à la Pêche, à la Conchyliculture et à l'Aquaculture                    |           | Amancio Landín Jaráiz (jusqu'au 20/09/2001) Enrique César López Veiga     | PPdeG |
| Conseiller à la Justice, à l'Intérieur et aux Relations du travail                |           | Jesús Carlos Palmou Lorenzo (jusqu'au 14/09/1999) Antonio Pillado Montero | PPdeG |
| Conseillère à la Famille, à la Promotion de l'Emploi, à la Femme et à la Jeunesse |           | Manuela López Besteiro                                                    | PPdeG |
| Conseiller à l'Environnement                                                      |           | José Carlos del Álamo Jiménez                                             | PPdeG |
| Conseiller sans portefeuille pour les Relations institutionnelles                 |           | Juan Miguel Diz Guedes                                                    | PPdeG |